# Цитрат натрію

Структура цитрату натрію

Цитра́т на́трію, натрій лимоннокислий HO–C(CH2COONa)2COONa (лат. Natrii citras) — натрієва сіль лимонної кислоти. Назва також може стосуватися однієї з кислих солей (мононатрійцитрат, динатрійцитрат) чи будь-якої суміші цих трьох солей.
Неотруйний, оскільки лимонна кислота входить до метаболічного циклу організму. Цитрат натрію має середньовиражений солоно-кислий смак.
Він застосовується в основному як смакова добавка, як консервант (харчова добавка E331) та як складова буферного розчину.

## Історія
У 1914 бельгійський лікар Альберт Хастін і аргентинський фізик-дослідник Луїс Аготе успішно використовували цитрат натрію як антикоагулянт при переливанні крові. Він до цих пір використовується в медицині при взятті аналізів крові і в банках крові (для переливання). Цитрат-іон утворює комплекси з іонами кальцію в крові, перериваючи таким чином процес згортання крові.

## Застосування
- Як смакова добавка, цитрат натрію надає смаку лимона або лайма.
  - Цитрат натрію є компонентом багатьох газованих напоїв, зокрема енергетиків, і «швидкорозчинних ліків».
- Цитрати утворюють буферний розчин з pH в інтервалі 4,0-6,0, що визначає застосування цитрату натрію в хімії, в кулінарії і в медицині.
  - Цитрат натрію застосовується для управління кислотністю деяких страв, наприклад желатинових десертів.
  - Цитрат натрію застосовується для регулювання кислотності в кавових машинах.
  - Цитрат натрію у вигляді розчину є одним з компонентів середовища для розморожування сперми тварин при штучному заплідненні.
  - Цитрат натрію використовується для зменшення дискомфорту при інфекціях сечостатевої системи, таких як цистит. Він зменшує кислотність при периферичних ниркових ацидозах, а також застосовується як регулятор осмосу (проносне).
  - Цитрат натрію у вигляді 5 % розчину використовується при визначенні швидкості осідання еритроцитів методом Панченкова.
  - Цитрат натрію використовується в аналітичній хімії як компонент при визначенні іонів амонію.
- Як антикоагулянт, цитрат натрію у вигляді 4 % розчину використовується при апаратній здачі компонентів крові донорів.
- Як відновник застосовується в синтезі монодисперсних наночастинок золота у вигляді колоїдних розчинів (за методом Туркевича, див. Колоїдне золото)
- У 2003 році Оупік (V. Oöpik) та ін. показали, що прийом цитрату натрію в кількості приблизно 37 грамів покращує результат в забігу на 5 кілометрів на 30 секунд.[1]